# Hipokrat (geometer)
Hipokrat (tudi Hipokrates, Hippokrat, Hippokrates) [hipókrat/hipókrates] (starogrško Ιπποκράτης ὁ Χίος, latinizirano: Hippokrátes hó Chĩos), starogrški geometer, filozof in astronom, * okoli 470 pr. n. št. (460, 450??, okoli 440), otok Hios (Ios, Hio, Kios, Chios, Khios), † 410 pr. n. št. (okoli 420), Atene, Grčija.

## Življenje in delo
Hipokrat je bil jonski filozof. Po prvi ohranjeni zabeležki, ki se nanaša na reševanje problema podvojitve kocke je v letih od 430 pr. n. št. do 420 pr. n. št. dokazal, da kadar za števila a, x in y velja:
{\displaystyle a:x=x:y=y:2a\!\,,}
ima kocka z robom x dvakratni obseg kocke z robom a. Iz razmerja dobimo:
{\displaystyle x^{2}=ay\;,\qquad x^{4}=a^{2}y^{2}\!\,,\qquad y^{2}=2ax}
in zato:
{\displaystyle x^{4}=2a^{3}x\!\,.}
Od tod pa:
{\displaystyle x\left(x^{3}-2a^{3}\right)=0\!\,}
in:
{\displaystyle x^{3}=2a^{3}\!\,.}
Hipokrat do končne rešitve ni prišel. Na osnovi njegovega dela je problem rešil Menehmo. Hipokrat je proučeval ploščine raznih geometrijskih likov, ki so omejeni z ravnimi črtami, kakor tudi s krožnimi loki. Poznal je osnovni Pitagorov izrek, kakor tudi ustrezno neenakost za nepravilne trikotnike. Ukvarjal se je tudi s problemom kvadrature kroga, kjer je s svojo trditvijo posplošil Pitagorov izrek: Površine podobnih krožnih odsekov so sorazmerne s površinami kvadratov nad njihovimi tetivami. Ne vemo, če je to trditev tudi dokazal kot je trdil Evdem, vendar jo je uporabljal. Prav gotovo jo je dokazal Evdoks s svojo eshavstično metodo. Zaradi značilne oblike obeh likov ju imenujemo Hipokratova (pol)meseca ali lunici, lunulae. Ta nenavadna nepraktična, vendar teoretično pomembna tema, poiskati ploščine, omejene z dvema krožnima lokoma, ki se dajo racionalno izraziti s premeroma, ima neposredno zvezo s problemom kvadrature kroga, ki je osrednji problem v grški matematiki. V analizi svojega problema je Hipokrat pokazal, da so imeli matematiki zlate dobe v Grčiji urejen sistem planimetrije, v katerem so popolnoma sprejeli načelo logične dedukcije od ene trditve do druge (apagoge). Prišlo je do začetkov aksiomatike, na kar kaže naslov knjige, ki jo pripisujejo njemu Elementi (Stoicheia). Tak je naslov vseh grških aksiomatičnih razprav, vključno z Evklidovo. Celo njegovo razpravo bi lahko pripisali Evklidovi tradiciji, toda od Evklida je starejša za več kot eno stoletje.